# Theodotion

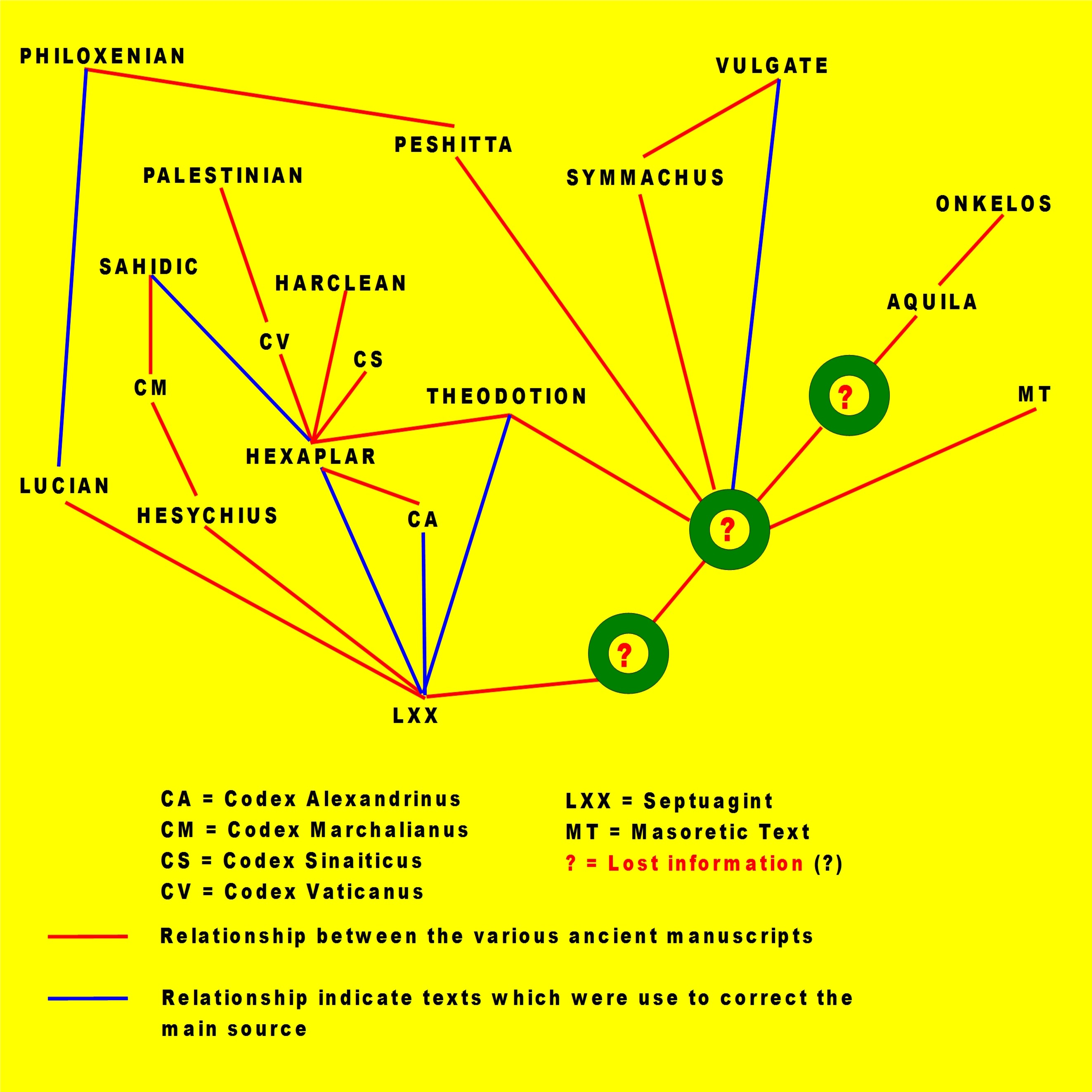
Verband tussen verschillende antieke vertalingen van de Bijbel of delen daarvan

Theodotion, Θεοδοτιών of Theodotus omstreeks 200 A.D. was een hellenistische Joodse geleerde en vertaler, die waarschijnlijk afkomstig was uit Efeze, Turks: Efes, Grieks: ̉Έφεσος/Ephesos, Latijn: Ephesus.

## Biografie
Theodotion vertaalde de Hebreeuwse Bijbel in het Grieks. Het is tot op heden niet duidelijk of zijn vertaling een bewerking van de Septuagint was, of dat hij een tot op heden nog niet ontdekt Hebreeuws manuscript bewerkte. De tekst van Theodotion werd in de tweede eeuw geciteerd in De herder van Hermas, een van de apostolische vaders. Het is een belangrijk christelijk literair werk, bestaande uit visioenen, geboden en gelijkenissen, dat vooral in de tweede en derde eeuw veel invloed had. Volgens de Canon Muratori was Hermas een (vrijgemaakte) slaaf en de broer van Paus Pius I, bisschop van Rome. Teksten van Theodotion werden ook geciteerd door de vroegchristelijke apologeet Justinus de Martelaar (ca. 110-ca. 165) in zijn Dialogus cum Tryphone (Gesprek met Trypho).
Het werk van Theodotion vult enige lacunes aan in de Septuagint versie van het van het boek Jeremia en van Job en zijn terug te vinden in de Hexapla samengesteld door Origenes van Alexandria of Origenes Adamantius (185-253/254).
De Bijbelvertaling van Theodotion was binnen het vroege christendom wijd verspreid. Die van het boek Daniël verdrong zelfs die van de Septuagint. Hiëronymus van Stridon (ca. 347 - Bethlehem, 30 september 420) verwierp het gebruik van de Septuagint van het Boek van Daniël door christenen, omdat hij de Septuagint-vertaling onjuist achtte. Theodotions vertaling van het boek Daniël werd opgenomen in de door Paus Sixtus V goedgekeurde versie van de Septuagint uit 1587.